# Фернандес, Жизель
Жизе́ль Ферна́ндес (исп. Giselle Fernández; 15 мая 1961, Мехико, Мексика) — американская журналистка, телеведущая, актриса

, режиссёр и писательница. Пятикратная лауреатка премии «Эмми» и троекратная премии «ALMA» (1998, 1999) за свою журналистскую деятельность.

## Биография
Фернандес родилась в Мехико, а когда ей было 4 года её семья эмигрировала в США и поселилась в восточном Лос-Анджелесе. Её отец-католик был танцовщиком фламенко, а её мать (этническая еврейка) была ученицей мексиканского фольклора. Она училась в Калифорнийском государственном университете, Сакраменто, где в 1982 году получила степень бакалавра в области журналистики и правительства.
Её появления на сетевом телевидении включают в себя репортажи и гостевые появления для CBS Early Show, CBS Evening News, NBC Today, NBC Nightly News, Access Hollywood и Dancing with the Stars.
В 2002—2014 годы Жизель была замужем за бывшим генеральным директором «Panavision, Inc.» Джоном Фэррандом.

## Избранная фильмография
| Год       |   | Русское название          | Оригинальное название | Роль        |
| --------- | - | ------------------------- | --------------------- | ----------- |
| 1997      | ф | Плутовство                | Wag the Dog           | журналистка |
| 1997—1998 | с | Любовь и тайны Сансет Бич | Sunset Beach          | репортёр    |
| 2002      | ф | Цыпочка                   | The Hot Chick         | диктор      |
| 2003      | с | Западное крыло            | The West Wing         | репортёр    |